# Little Green Island
Little Green Island är en ö i Australien. Den ligger i delstaten Tasmanien, i den sydöstra delen av landet, omkring 310 kilometer norr om delstatshuvudstaden Hobart.
Genomsnittlig årsnederbörd är 758 millimeter. Den regnigaste månaden är juli, med i genomsnitt 86 mm nederbörd, och den torraste är januari, med 30 mm nederbörd.